# کونتیننتال آگ

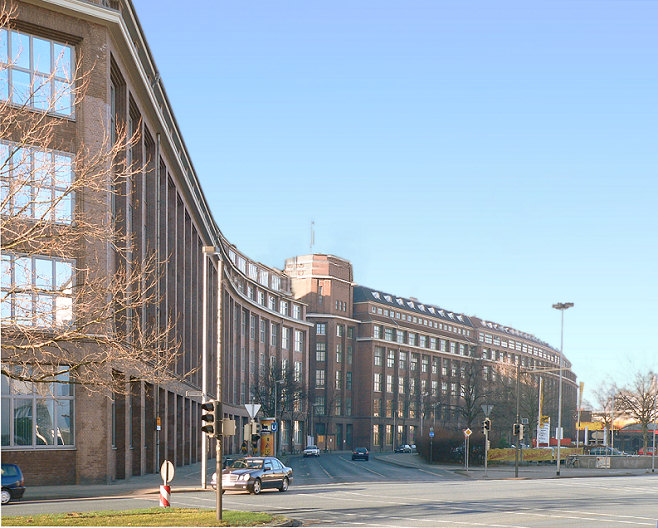
ساختمان مرکزی شرکت کونتیننتال در شهر هانوفر، آلمان

کونتیننتال آگ (به آلمانی: Continental AG) که با نام «کونتی» شناخته می‌شود، از بزرگترین شرکت‌های تولیدکننده قطعات خودروهای سبک و سنگین در کشور آلمان می‌باشد.
این شرکت متخصص در تولید انواع لاستیک‌ها، سامانه‌های ترمز، سامانه‌های کنترل پایداری خودرو و دامنه گسترده‌ای از قطعات و تجهیزات الکترونیکی و مکانیکی، در صنایع خودروسازی و ترابری می‌باشد.
دفتر مرکزی شرکت کونتیننتال در شهر هانوفر، نیدرزاکسن، آلمان قرار دارد. کونتیننتال پس از شرکت‌های بریجستون، میشلن و گودیر تایر، به‌عنوان چهارمین تولید کننده لاستیک در جهان شناخته می‌شود.
شرکت کونتیننتال آگ در سال ۱۸۷۱ به‌عنوان یک شرکت تولید کننده کائوچو تأسیس شد. در سال‌های بعد این شرکت وارد صنعت تولید لاستیک شد و به‌تدریج توانست خود را به‌عنوان یکی از عرضه‌کنندگان بزرگ لاستیک خودرو در آلمان و جهان مطرح نماید.
در سال ۲۰۰۷ شرکت کونتیننتال شرکت وی‌دی‌او را خریداری کرد. این شرکت یکی از شرکت‌های زیرمجموعه شرکت زیمنس بود و در عمل کلیه فعالیت‌های بخش خودروسازی و تولید قطعات خودرو زیمنس را برعهده داشت. شرکت کونتیننتال پس از بدست آوردن شرکت وی‌دی‌او در زمینه تولید و فروش قطعات خودرو در رتبه چهارم جهان قرار گرفت. شرکت کونتیننتال در سال ۲۰۰۹ نیز یک سرمایه‌گذاری مشترک را با شرکت ارنست اند یانگ آغاز کرد.
در سال ۲۰۰۸ شرکت کونتیننتال با شرکت وی‌دی‌او ادغام شد، که پس از این ادغام تقریباً نیمی از میزان ارزش بازار خود را از دست داد و تا مرز ورشکستگی پیش رفت. سپس شرکت شِفلر آگ به‌منظور جلوگیری از ورشکستگی کونتیننتال اقدام به خرید بخش اعظمی از سهام این شرکت نمود.
در تاریخ ۶ سپتامبر ۲۰۱۲ کونتیننتال پس از حدود ۴۵ ماه غیبت، بار دیگر به فهرست ۳۰ شرکت برتر عضو شاخص دکس بازگشت. هم‌اکنون شِفلر آگ مالک ۴۹ درصد از سهام شرکت کونتیننتال است، که از این لحاظ بالاترین میزان سهام را در این شرکت آلمانی دارا می‌باشد.